# Lasiorhynchites caeruleocephalus
Lasiorhynchites caeruleocephalus – gatunek chrząszcza z rodziny tutkarzowatych. Zamieszkuje zachodnią Palearktykę. Postacie dorosłe żerują na liściach brzóz, rzadziej innych drzew liściastych, natomiast larwy rozwijają się w pędach sosen.

## Taksonomia
Gatunek ten opisany został po raz pierwszy w 1783 roku przez Johanna Gottlieba Schallera pod nazwą Curculio caeruleocephalus.

## Morfologia
Chrząszcz o ciele długości od 4 do 5,5 mm. Ubarwienie ryjka, głowy, tarczki, spodu ciała i odnóży jest czarne, często z ciemnozielonym lub ciemnoniebieskim połyskiem metalicznym. Przedplecze i pokrywy są żółtoczerwone do czerwonych, pozbawione metalicznego połysku. Owłosienie ciała jest jasne, brązowawe i bardzo długie, na pokrywach i przedpleczu złożone z włosków stojących i półwzniesionych.
Ryjek jest prosty, o rowkach na czułki widocznych od góry, pokryty drobnymi i rzadkimi punktami, które na bokach przedniej połowy zlewają się w rządki. Samiec ma ryjek krótszy od przedplecza z czułkami osadzonymi w połowie długości, zaś samica ryjek nieco od przedplecza dłuższy o czułkach osadzonych przed połową jego długości. Głowa ma wyłupiaste oczy, u samca mocniej niż u samicy, oraz pokryte większymi niż na przedpleczu punktami ciemię.
Przedplecze jest nie węższe niż długie, równomiernie wypukłe, drobno i równomiernie punktowane, zaokrąglone po bokach. Pokrywy są od 1,5 do 1,7 raza dłuższe niż w barkach szerokie. Guzy barkowe wysklepione ku przodowi. Rzędy są delikatne, ale wyraźne, zaopatrzone w głębokie i większe niż na przedpleczu punktowanie; rząd przytarczkowy i przedostatni są skrócone. Międzyrzędy są szerokie i spłaszczone.

## Ekologia i występowanie

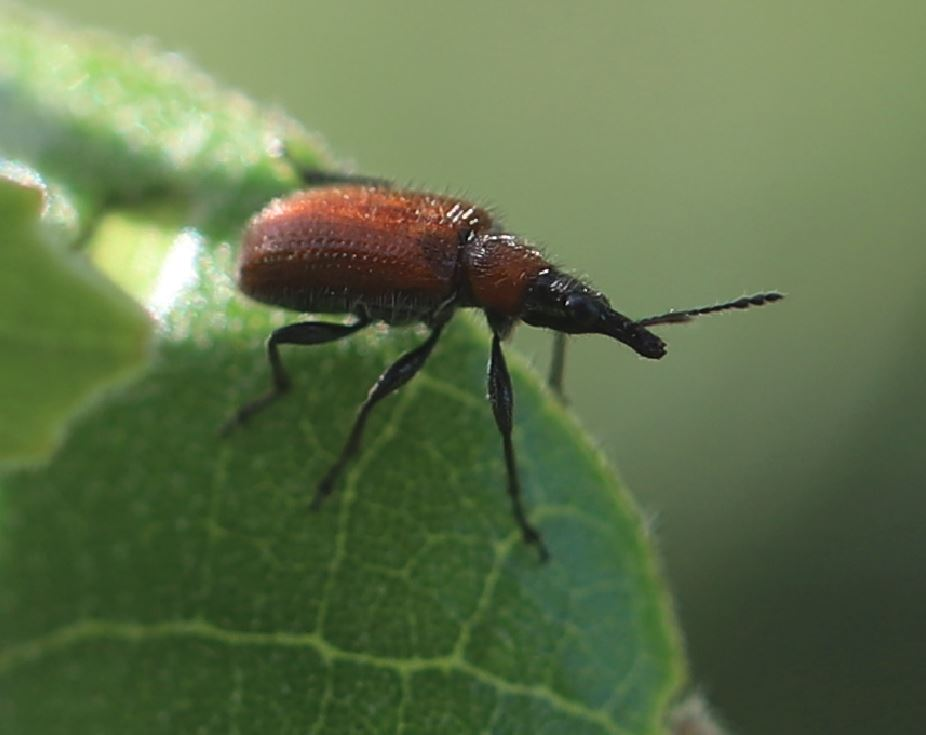
Imago na liściu

Owad ten zasiedla lasy mieszane. Postacie dorosłe są aktywne od maja do września. Są foliofagami żerującymi na drzewach liściastych, głównie na brzozach (w tym brodawkowatej i omszonej), ale także na dębach, olszach, pistacjach i śliwach. Od czerwca do połowy sierpnia samice składają jaja do młodych pędów sosen, w tym pospolitej, czarnej i nadmorskiej. Trwający około 10 tygodni rozwój larwalny ma miejsce wewnątrz nich (endofitofagia). Zimowanie larwy odbywa się w miejscu żerowania i wczesną wiosną prowadzi ona jeszcze żer uzupełniający. Wyrośnięta larwa wypada do gleby i tam się przepoczwarcza. Stadium poczwarki zajmuje około 30 dni.
Gatunek palearktyczny. W Europie znany jest m.in. z Hiszpanii, Francji, Belgii, Niemiec, Szwajcarii, Włoch, Litwy, Polski, Czech, Słowacji, Węgier i Ukrainy. W Afryce Północnej zamieszkuje Maroko i Algierię. W  żadnej części zasięgu nie jest pospolity. W Polsce jest owadem rzadko spotykanym, znanym z nielicznych stanowisk.